# Persistence of Time
Persistence of Time és el cinquè àlbum d'estudi del grup americà de thrash metal Anthrax. Va ser publicat el 1990 per Megaforce Worldwide/Island Entertainment.

## Llista de cançons
- Totes les cançons escrites per Anthrax, excepte les indicades.

1. "Time" – 6:55
2. "Blood" – 7:13
3. "Keep It in the Family" – 7:08
4. "In My World" – 6:25
5. "Gridlock" – 5:17
6. "Intro to Reality" – 3:23
7. "Belly of the Beast" – 4:47
8. "Got the Time" (Joe Jackson) – 2:44
9. "H8 Red" – 5:04
10. "One Man Stands" – 5:38
11. "Discharge" – 4:12

### Cançons extres (Japó)
1. "Protest and Survive" (Garry Maloney, Tony "Bones" Roberts, Roy "Rainy" Wainwright, Kelvin "Cal" Morris) – 2:22
  - Discharge cover

## Senzills
- "In My World"
- "Got the Time"

## Personal
- Joey Belladonna – Cantant
- Dan Spitz – Guitarra
- Scott Ian – Guitarra rítmica, veu de fons
- Frank Bello – Baix, veu de fons
- Charlie Benante – Bateria
- Anthrax – Producer, Liner Notes
- Mark Dodson – Producer, Engineer
- Steve Thompson – Mixing
- Michael Barbiero – Mixing, Engineer
- Rick Downey – Lighting, Management
- George Geranios – Sounds
- Greg Goldman – Assistant Engineer
- Bob Ludwig – Mastering
- Jon Zazula – Executive Producer, Management
- Ed Korengo – Assistant Engineer
- Marsha Zazula – Executive Producer, Management
- Brian Schueble – Assistant Engineer
- Don Brautigam – Artwork
- Waring Abbott – Photography
- Paul Crook – Lead Guitar Tech
- Bill Pulaski – Band
- Mike Tempesta – Rhythm Guitar Tech
- Marie Bryant – Assistant Engineer
- Art Ring – Management
- Troy Boyer – Bass Tech
- Maria Ferrero – Management
- Walter Gemenhardt – Drum Tech
- Basic tracks recorded at A&M Studios and Conway Studios, Hollywood, USA
- Re-recording at Soundtrack Studios, Nova York, USA
- Mixed at Electric Lady Studios, Nova York, USA
- Mastered at Masterdisk, Nova York, USA